# Andorra a 2024. évi nyári olimpiai játékokon
Andorra a franciaországi Párizsban megrendezett 2024. évi nyári olimpiai játékok egyik részt vevő nemzete volt. Az országot az olimpián 2 sportágban 2 sportoló képviselte, akik érmet nem szereztek.

## Atlétika
Férfi
| Versenyző       | Versenyszám    | Előfutam | Előfutam | Előfutam | Döntő   | Döntő    |
| Versenyző       | Versenyszám    | Idő      | Hely.    | Össz.    | Idő     | Helyezés |
| --------------- | -------------- | -------- | -------- | -------- | ------- | -------- |
| Nahuel Carabaña | 3000 m akadály | 8:19,44  | 7.       | 13.      | kiesett | kiesett  |

## Kajak-kenu

### Szlalom
Női
| Versenyző    | Versenyszám | Selejtező | Selejtező | Selejtező | Selejtező | Selejtező     | Selejtező     | Elődöntő | Elődöntő | Döntő   | Döntő    |
| Versenyző    | Versenyszám | 1. futam  | 1. futam  | 2. futam  | 2. futam  | Jobb eredmény | Jobb eredmény | Elődöntő | Elődöntő | Döntő   | Döntő    |
| Versenyző    | Versenyszám | Pont      | Hely.     | Pont      | Hely.     | Pont          | Hely.         | Pont     | Hely.    | Pont    | Helyezés |
| ------------ | ----------- | --------- | --------- | --------- | --------- | ------------- | ------------- | -------- | -------- | ------- | -------- |
| Mònica Dòria | Kajak egyes | 95,93     | 4.        | 98,51     | 15.       | 95,93         | 10.           | 156,28   | 22.      | kiesett | kiesett  |
| Mònica Dòria | Kenu egyes  | 101,28    | 3.        | 151,68    | 19.       | 101,28        | 3.            | 106,53   | 3.       | 113,58  | 6.       |

Krossz
| Versenyző    | Versenyszám | Selejtező | Selejtező | 1. forduló                                                                   | 1. forduló | Vigaszág   | Vigaszág | Nyolcaddöntő                                                                    | Nyolcaddöntő | Negyeddöntő                                                                | Negyeddöntő | Elődöntő   | Elődöntő | 5–8. helyért | 5–8. helyért | Döntő      | Döntő   | Helyezés |
| Versenyző    | Versenyszám | Idő       | Hely.     | Ellenfelek                                                                   | Hely.      | Ellenfelek | Hely.    | Ellenfelek                                                                      | Hely.        | Ellenfelek                                                                 | Hely.       | Ellenfelek | Hely.    | Ellenfelek   | Hely.        | Ellenfelek | Hely.   | Helyezés |
| ------------ | ----------- | --------- | --------- | ---------------------------------------------------------------------------- | ---------- | ---------- | -------- | ------------------------------------------------------------------------------- | ------------ | -------------------------------------------------------------------------- | ----------- | ---------- | -------- | ------------ | ------------ | ---------- | ------- | -------- |
| Mònica Dòria | Női         | 73,15     | 9.        | 9 csoport · Eliška Mintálová (SVK) · Li Shiting (CHN) · Haruka Okazaki (JPN) | 1.         | erőnyerő   | erőnyerő | 6 csoport · Kimberley Woods (GBR) · Tereza Fišerová (CZE) · Sofía Reinoso (MEX) | 2.           | 3 csoport · Kimberley Woods (GBR) · Alena Marx (SUI) · Evy Leibfarth (USA) | 4.          | kiesett    | kiesett  | kiesett      | kiesett      | kiesett    | kiesett | 15.      |